# Военные базы США в Японии

Крупные базы США на карте Японии.

Военные базы США в Японии — военные и гражданские объекты (военные базы, склады и прочие объекты военной и гражданской инфраструктуры США) на территории Японии, не подконтрольные юрисдикции Японии.
Юридической базой для нахождения на территории страны американских баз является Американо-японский договор о взаимном сотрудничестве и безопасности (U.S.-Japan Treaty of Mutual Cooperation and Security), подписанный в 1960 году.

## История
Военные базы и прочие объекты военной инфраструктуры США существуют на территории Японии со времени окончания Второй мировой войны на Тихом океане. Они пережили Оккупацию Японии и Холодную войну, оставшись и в актуальной повестке дня XXI века, и не предвидится изменение их статуса.
Во время войны во Вьетнаме (2 марта 1965 — 27 января 1973 года, период вмешательства США) военные базы США в Японии, особенно в префектуре Окинава, использовались в качестве важных стратегических и логистических баз.

## Деятельность американских военных в Японии
Кроме защиты японской территории американцы, находящиеся в стране, принимают участие в учениях и иногда в ликвидации стихийных бедствий на территории Японии (см. en:Operation Tomodachi). На официальном и полуофициальном уровне заявляется, что двустороннее военное сотрудничество изменяется под влиянием усиления Китая и действий КНДР.
Командование США тесно сотрудничает с Силами самообороны Японии.
20 ноября 2017 командование ВС США ввело запрет на употребление алкоголя для американских военнослужащих на территории Японии, после ДТП со смертельным исходом в префектуре Окинава. Запрет распространяется на военнослужащих, дислоцирующихся как на территории военных баз в Японии, так и за её пределами.

## Состав сил
С 1 июля 1957 года все американские формирования в Японии входят в US Forces, Japan (USFJ). Это и Армия США, и ВВС, и ВМС, и Корпус морской пехоты.
В составе сил и войск США в Японии проходят службу примерно 47 тыс. военнослужащих, а также находятся около 52 тыс. членов их семей, работают 5500 гражданских служащих и 23 500 японских рабочих.
Штаб-квартира находится на базе Йокота (Yokota Air Base), примерно в 30 км западнее Токио.

## Расположение баз
Такие базы, как Ацуги и Мисава, находятся на основных Японских островах. Всего на Хонсю, Кюсю и Окинаве расположен 91 объект США. Они занимают 78 000 акров территории.

### Окинава

Американская инфраструктура на Окинаве

Наибольшее количество американских баз расположено на островах Рюкю, а конкретнее на о. Окинава (префектура Окинава) — примерно 74,7 % всех военных объектов США в Японии расположены на острове Окинава.
От 50 до 75 % (25,8 тыс. американских военнослужащих и 19 тыс. членов их семей и гражданских лиц США) войск США в Японии расквартированы на Окинаве.
Площадь баз составляет около 18 % от территории острова Окинава. Военные объекты США занимают около 10,4 % от общего объёма пригодных для размещения территорий.
В настоящее время на территории префектуры дислоцируются 14 американских военных баз;
крупнейшими считаются:
- Авиационная станция МП США Футенма — расположена в густонаселенном городе Гинован
- База ВВС США Кадена.

В середине 90-х правительство Японии приняло решение о закрытии военной базы США в Гиноване.
Сначала предполагалось вывести базу за пределы префектуры, но затем было принято решение о передислокации базы внутри острова и строительстве для этого нового аэродрома (туда будут передислоцированы конвертопланы MV-22 Оспрей) в прибрежной зоне у поселка Хэноко, близ города Наго, где уже расположена еще одна база американская база «Кемп-Шваб». Население Окинавы выступало против этого, требуя вывода аэродрома за пределы префектуры в другие районы Японии. Нынешний губернатор Окинавы Денни Тамаки, потомок американского солдата, продолжает курс своего предшественника Такэси Онаги на прекращение строительства аэродрома в Хэноко и вывод базы Футэмма на пределы префектуры: в августе 2018 власти префектуры отозвали разрешение на предоставление земельного участка с целью передислокации базы в Гиноване, сославшись на допущенные нарушения закона при принятии такого решения. Министр земель и транспорта Японии Кэйити Исии заявил, что отклонил это решение местных властей Окинавы по просьбе Министерства обороны страны.
26 октября 2018 власти префектуры Окинава одобрили законопроект о проведении референдума по вопросу передислокации американской военной базы в пределах острова; референдум должен состояться в течение шести месяцев после введения закона в действие.; референдум прошёл 24 февраля 2019 г.
30 октябре 2018 министр обороны Японии Такэси Ивая заявил что правительство Японии намерено возобновить в ближайшее время работы по строительству нового аэродрома для американских вооруженных сил на Окинаве..
8 декабря 2022 г. Верховный суд Японии отклонил иск администрации префектуры Окинава, требовавших от правительства страны приостановить насыпные работы, связанные с передислокацией базы корпуса морской пехоты ВС США «Футэмма».
26 сентября 2023 г. губернатор Окинавы Дэни Тамаки заявил, что перенос военной базы США «Футенма» из префектуры Окинава в Хеноко, город Наго, остановлен, т.к. на новом месте дислокации обнаружен мягкий грунт. Национальное правительство подало заявку на изменение конструкции для проведения работ по благоустройству территории. Префектура отклонила этот запрос и строительство было остановлено.
9 января 2024 г. правительство Японии начало подготовительные работы в городе Наго, куда будет передислоцирована военная база США Футенма. Работы включают в себя установку иловой завесы, оборудование морской строительной площадки и строительство дамб. Сумма проекта составляет 6.5 млрд долларов. Ожидается, что строительные работы будут завершены не ранее чем к 2036 году.

### Хонсю

#### Мисава
В префектуре Аомори (Aomori) в городе (Misawa) располагается крупная авиабаза совместного базирования Тихоокеанских ВВС США (35 авиационное крыло) и Воздушных сил самообороны Японии (3 авиационное крыло). Численность военнослужащих США совместно с их семьями составляет около 10 тыс. человек.

#### Ивакуни
В Ивакуни (префектура Ямагути) расположена единственная база морской пехоты США на острове Хонсю. На Ивакуни дислоцируется примерно половина 1-го крыла морского летательного аппарата[уточнить] со штаб-квартирой на Окинаве, элементами 3-й морской группы логистики и 31 авиационного крыла из Японских морских сил самообороны. В 2017 году на базе находилось около 15 тыс. военнослужащих США и японских Сил самообороны.
Власти префектуры разрешили США перебросить 61 самолёт палубной авиации на базу Ивакуни. Переброска началась в июле 2017 г. и завершится к маю 2018 г. Эта база станет одной из самых больших американских баз на северо-востоке Азии по количеству размещенной авиации (около 120 самолётов США).

#### Йокота
На базе Йокота находится 14 тыс. человек. База занимает общую площадь 7,07 км² и имеет взлётно-посадочную полосу 3,353 × 61 м.
Руководство префектуры Токио 6 января 2020 г. сообщило об обнаружении высокой концентрации ядовитых веществ в колодце, расположенном рядом с военной базой американских ВВС Йокота.

## Финансовое бремя
Содержание баз в значительной степени оплачивает правительство Японии. Токио негативно относится к перспективе увеличения этих расходов.
В госбюджете на 2016 финансовый год на военные базы США выделено 581,8 млрд иен (более 5,7 млрд долларов). Данные средства идут в значительной степени на оплату платежей за коммунальные услуги на американских объектах. Кроме того, Токио также практически целиком берёт на себя выплату зарплат обслуживающему персоналу баз, состоящему из граждан Японии.
Чуть менее половины всех этих выплат проводится в виде т.н. «бюджета солидарности», который принимается отдельно от госбюджета. Ассигнования подобного рода не предусмотрены двусторонним соглашением о статусе вооружённых сил США в Японии и являются добровольным проявлением заботы со стороны Токио. Общий объём «бюджета солидарности», принимающегося с 1978 года, достиг наивысшей точки в 1999 году и с тех пор понемногу сокращается. Как подсчитали местные экономисты, на каждого размещённого в Японии американского военного Токио расходует 106 тыс. долларов в год.
17 октября 2020 года переговоры США и Японии о дальнейшем финансировании военных баз были приостановлены до завершения президентских выборов в США, которые состоятся 3 ноября 2020 года.

## Восприятие баз

### Социальные аспекты
Несмотря на то, что, как минимум с 1970-х годов, американцы оставляют некоторые базы или передают земельные участки, ранее входившие в территорию баз, обратно Японии, а Окинава, сразу после войны отделённая и не входившая в состав Японии, вернулась под её суверенитет, существует движение за прекращение деятельности баз и освобождение ими земель. Оно подстёгивается как социальными проблемами и преступлениями, которые периодически совершают американские военнослужащие (впрочем, на той же Окинаве местные жители совершают больше преступлений), так и инцидентами из разряда авиакатастроф вертолётов и ДТП, а также опасениями по поводу возможного вовлечения Японии в войны с участием США, например, на Корейском полуострове (по последним американским заявлениям, США не нуждаются для высадки там своих войск, размещённых сейчас в Японии, в предварительной санкции Токио). Базы на Окинаве критикуются ещё и за то, что банально занимают площади, которые могут быть использованы для развития туризма или экологических проектов.
В опросе, проведенном Асахи симбун в мае 2010 года 43 % жителей Окинавы хотели полностью закрыть американские базы, 42 % хотели сократить, а 11 % хотели сохранить статус-кво.
25 октября 2017 около 150 протестующих собрались в прибрежной зоне г. Наго, неподалеку от строительства новой военной базы США, выкрикивая лозунги и демонстрируя баннеры антиамериканской направленности.
11 августа 2018 в г. Наха (префектура Окинава, Япония) состоялись крупномасштабные акции против присутствия военнослужащих США на территории Японии. В частности, демонстранты выступили с требованиями не допустить переноса базы "Футэмма" в Хеноко, прекратить строительство и вывести базу с острова.
15 декабря 2020 г. в прибрежной зоне г. Наго (район Хеноко, префектура Окинава) прошла акция протеста с участием 50 местных жителей, требовавших прекратить строительство площадки для переноса военного аэродрома базы ВВС США "Футенма" из г. Гивован в г. Наго.
Председатель отдела по делам военных баз префектуры Окинава Теруя Мориюки 11 февраля 2021 г. заявил о подаче в адрес руководства Японии и военного командования США резолюции с требованием прекратить полеты американских военных самолетов на малой высоте.
Полиция города Наха 11 февраля 2021 г. арестовала сержанта корпуса морской пехоты США по обвинению в сексуальном домогательстве к гражданке Японии и препятствовании осуществлению правосудия.
Правительство США планирует размещать беженцев из Афганистана на американских военных базах, расположенных на территориях Японии и Республики Корея. Данное решение вызвало негативную реакцию среди японского населения.
28 августа 2021 г. военнослужащие ВВС США, дислоцированные на территории Японии, нарушили соглашение о запрете полетов в ночное время. Так, после 22.00 28 августа 2021 г. конвертоплан "Оспрей" совершил посадку на аэродроме авиабазы Кадена, вызвав недовольство местного населения.
28 августа 2021 г. членами Социально - Демократической партии Японии был проведён инагурационный симпозиум, в ходе которого была подвергнута критике военная политика японского правительства, связанная со строительством новой военной базы США на территории административного района Хеноко (город Наго).
Министр охраны окружающей среды Японии Синдзиро Коидзуми выразил протест в связи со сливом воды, содержащей фторорганические соединения, с американской авиабазы Футэмма в префектуре Окинава.
В январе 2023 года США отказались от идеи размещения  ракетных комплексов средней дальности на территории Японии, поскольку это вызовет негативную реакцию со стороны местного населения. Кроме того, Вашингтон счел достаточным тот факт, что Токио планирует закупить у США партию крылатых ракет «Томагавк».

### Происшествия
На территории Японии участились происшествия с военной техникой контингента Вооруженных Сил США, расквартированного на территории Японии.
Август 2004 американский вертолет CH-53D рухнул на «Окинавский международный университет», стоящий рядом с военным аэродромом, прямо около дороги.
13 декабря 2016 конвертоплан MV-22 Оспрей потерпел крушение у берегов префектуры Окинава во время учений по дозаправке в воздухе; обломки судна были найдены на мелководье. После инцидента полёты конвертопланов с военной базы Футэмма были приостановлены на несколько дней и вскоре возобновились.
8 ноября 2017 истребитель F-35A ВВС США совершил вынужденную посадку на острове Окинава. Инцидент произошел спустя неделю после того, как эти новейшие истребители были размещены в Японии в рамках полугодовой ротации боевой техники. Согласно официальному заявлению командования ВС США, истребитель совершил «профилактическую посадку». Тем не менее, власти города Кадена, где на американской военной базе осуществил посадку истребитель, настаивают на том, что приземление было вынужденным.
19 ноября 2017 в городе Наха, в результате столкновения автомобиля с грузовиком, принадлежащим Вооруженным силам США, погиб 61-летний мужчина. Кадзухико Мияги из полиции города Окинава подтвердил, что за рулем грузовика находился военнослужащий морской пехоты ВС США. Его проверка на состояние алкогольного опьянения показала превышение допустимого уровня алкоголя в три раза.
22 ноября 2017 в 8:45 (мск) самолет ВМС США C-2 потерпел крушение в акватории Филиппинского моря в 804 км к юго-востоку от Окинавы. На борту судна находились 11 человек, 8 из которых были найдены живыми. Министр обороны Японии Ицунори Онодэра 22 ноября заявил, что причиной крушения С-2 могла стать неисправность двигателя.
6 января 2018 вертолёт ВВС США Bell UH-1 Iroquois совершил аварийную посадку на пляже в г. Урума острова Икэидзима в 100 метрах от жилого дома.
8 января 2018 ударный вертолет ВМС США Bell AH-1 Cobra совершил экстренную посадку на прилегающую к отелю территорию на острове Окинава. 24 января министр обороны Японии Ицунори Онодэра потребовал от правительства США приостановить полеты вертолетов ВВС США над территорией Японии и провести осмотр всей американской военной техники.
20 февраля 2018 у истребителя ВВС США F-16 произошло возгорание двигателя во время полёта над префектурой Аомори (Япония). Истребитель загорелся спустя несколько минут после вылета с расположенной в этой префектуре авиабазы ВВС США «Мисава». Пилот истребителя принял решение сбросить топливный бак в местное озеро Огаваро, после чего смог благополучно посадить самолёт на авиабазе «Мисава». В результате происшествия никто не пострадал.
10 апреля 2018 в 10:50 в ходе тренировок по парашютной подготовке ВВС США произошло падение парашюта на теннисный корт средней школы № 3 г. Хамура, префектура Токио.
24 апреля 2018 истребитель ВВС США F-35 совершил аварийную посадку на юго-западе Японии на базе воздушных Сил самообороны в префектуре Фукуока.
25 апреля 2018 два конвертоплана MV-22 Оспрей, приписанные к авиабазе морской пехоты США Футэмма (префектура Окинава) совершили экстренную посадку в аэропорту острова Амами (префектура Кагосима).
11 июня 2018 произошла катастрофа в районе префектуры Окинава истребителя ВВС США F-15.
22 июня руководство префектуры Окинава заявило протест, в связи с катастрофой, командованию войск США, размещенных на Окинаве.
25 июня 2018 на острове Окинава местные жители провели акцию протеста в отношении решения на строительство нового аэродрома для военной базы США. Протестующие вышли в море на лодках и небольших судах, с которых они демонстрировали плакаты с призывами остановить расширение американского военного присутствия.
5 декабря 2018 истребитель-бомбардировщик F/A-18 Hornet и военно-транспортный самолет-заправщик C/KC-130 ВВС США, взлетевшие с базы морской пехоты США Ивакуни и проводившие учебный полет, столкнулись во время дозаправки у берегов Японии и потерпели крушение.

## Криминальные аспекты
Сразу после окончания Второй мировой войны 21 августа 1945 году оккупированной Японией была создана Ассоциация по вопросам отдыха и развлечений (Ассоциация специального удобства (РАА)). Целью являлось предотвращение сексуального насилия японских девушек и женщин американскими солдатами. В дополнение к новым публичным домам были созданы объекты (в том числе танцевальные залы, рестораны и бары) которые укомплектовывались женщинами, уже участвующими в проституции, а так же осиротевшими и овдовевшими молодыми женщинами, было набрано 55 тыс. японских женщин. Ассоциация просуществовала чуть более четырех месяцев до января 1946 года.
В 1970 году произошел бунт Koza Riot (コザ暴動 Koza bōdō, en:Koza riot) против военного присутствия США на Окинаве. Это был стихийно начавшийся протест, он не был предварительно спланирован или организован, примерно 5000 жителей Окинавы столкнулись с примерно 700 американскими военными полицейскими. В результате беспорядков было ранено около 60 американцев, сожжено 80 автомобилей американцев, так же несколько зданий на авиабазе Кадена были разрушены или сильно повреждены. Предпосылками явилось недовольство 25-летней военной оккупации США и ряд инцидентов между военнослужащими и жителями Окинавы.
 В 1995 году произошло похищение и изнасилование 12-летней школьницы из Окинавы двумя морскими пехотинцами США и одним матросом США, что привело к предъявлению требований об удалении всех американских военных баз из Японии.
В период с 1972 по 2009 год военнослужащие США совершили 5634 уголовных преступления, в том числе 25 убийств, 385 грабежей, 25 поджогов, 127 изнасилований, 306 нападений и 2827 краж[прояснить]. Периодически подобные инциденты продолжают происходить, вызывая официальные протесты японской стороны и уличные — местных жителей. В 1995 году на Окинаве было заключено соглашение, призванное облегчить груз, несомый жителями острова и улучшить сотрудничество между американской и японской стороной.
1 декабря 2017 года в Японии был приговорён к пожизненному тюремному заключению бывший военнослужащий ВС США Кеннет Франклин Синдзато. Весной 2016 года им было совершено убийство 20-летней гражданки Японии, проживавшей на о.Окинава. Соответствующее решение вынес окружной суд г. Наха (Япония).
10 февраля 2018 года Военно-морские силы США начали расследование в отношении десятка американских военнослужащих на базах в Японии из-за подозрений в торговле наркотиками. В военно-морских силах подозревают, что моряки, в числе которых есть также члены экипажа авианосца "Рональд Рейган", могли покупать, употреблять и распространять наркотики на территории Японии. Речь идет о ЛСД, экстази и других веществах.
15 февраля 2018 г. военнослужащего 7 ОФ США уволили за то, что он находился в состоянии опьянения, голый, на территории военной базы. Военнослужащий являлся командиром батальона.
17 декабря 2018 г. Сотрудник III морской экспедиции на Окинаве был приговорен к шести годам лишения свободы в военной тюрьме после того, как был осужден по обвинению в сексуальном насилии над женщиной-морпехом и сексуальных домогательствах к двум другим.